# Rothofon

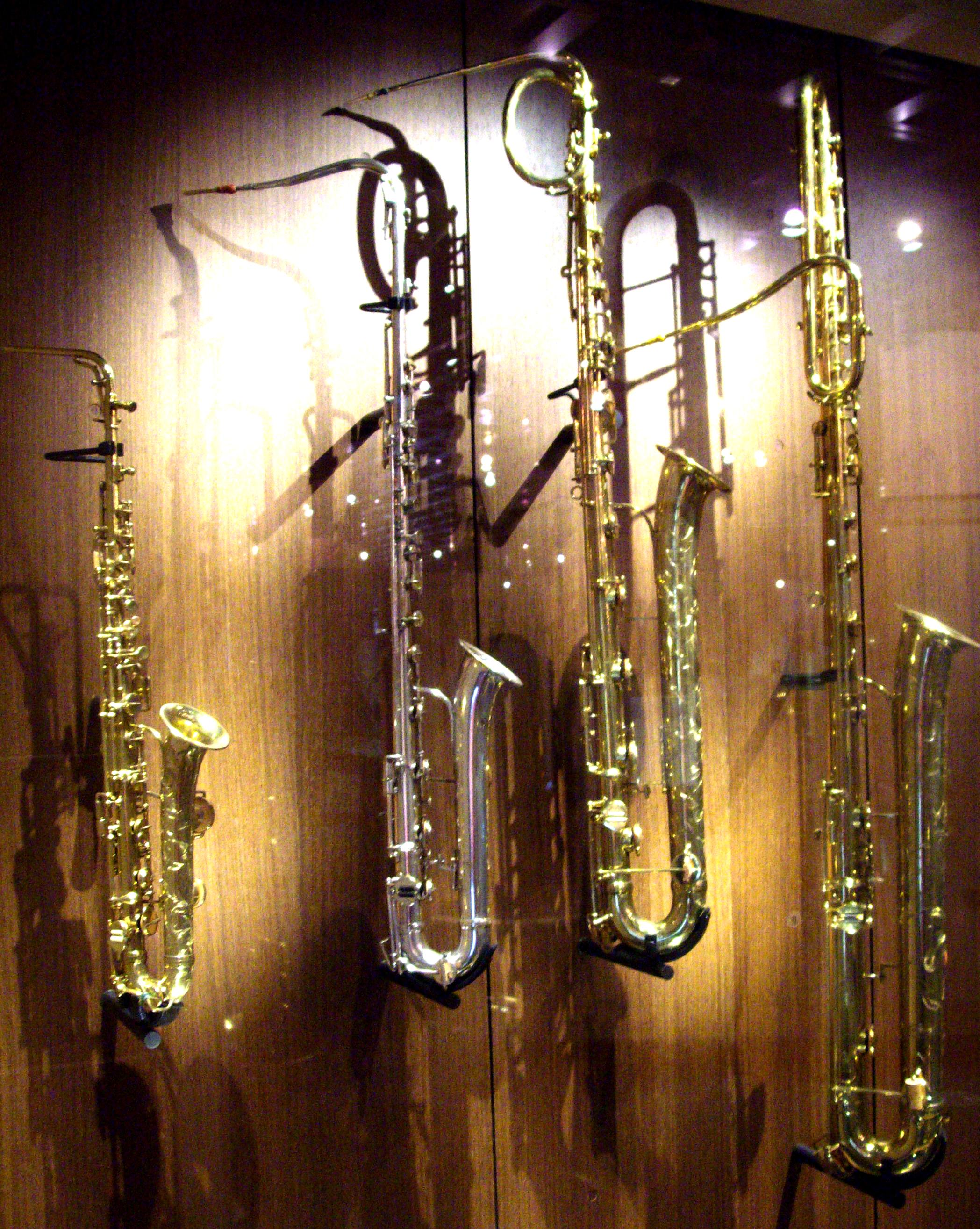
Altový, tenorový, barytonový a basový rothofon ze sbírek muzea hudebních nástrojů v Bruselu

Rothofon je dechový nástroj, vzdálený příbuzný saxofonu.

## Stavba a funkce
Jedná se o dvouplátkový dechový nástroj, u kterého hráč vytváří tón pomocí tzv. strojku, podobného hoboji, anglickému rohu nebo fagotu. Tvarem a konstrukcí nápadně připomíná saxofon a také je zhotoven ze stejného materiálu – mosazi. Tělo nástroje má, na rozdíl od saxofonu, méně kónický až válcový tvar, podobně jako flétna nebo klarinet. Sestává z těla a hlavice (esíčka), ke které je připevněn strojek (svazek dvou protilehlých třinových či bambusových plátků, které rozechvívají vzduchový sloupec vytvářející tón). Tělo je opatřeno systémem klapek, kterými hráč zakrývá otvory, a tak tvoří příslušné tóny. Na spodní straně těla je připevněn prstenec, do kterého se upíná řemen spočívající na hráčově krku. Korpus je ve srovnání se saxofonem velmi úzký.

## Typy rothofonů
Rodina rothofonů sestává ze čtyř typů nástrojů: sopránový (in B), altový (in Es), tenorový (in B), barytonový (in Es) a basový (in B).

## Historie
Nástroj vynalezl a zhotovil v roce 1908 Ferdinando Roth (1815–1898) a původně jej pojmenoval rothcorno. Také je znám pod alternativními názvy rothafon, rothfon či saxsarrusofon. Barytonový rothofon laděný v Es byl poprvé představen roku 1911 na mezinárodním hudebním kongrese v Římě. V následujících letech byly sestrojeny ještě další typy rothofonů a společnost Fratelli A. & M. Bottali se sídlem v Miláně, která si tento nástroj nechala patentovat, je začala vyrábět. Roku 1898 převzali výrobu bratří Bottaliové po svém otci, Antoniu Bottalim, tchánovi Ferdinanda Rotha, který byl patrně příbuzný Friedricha Rotha, známého inovátora saxofonu a sarrusofonu. Původním posláním rothofonu (podobně jako sarrusofonu) bylo nahradit hoboje a fagoty v dechových orchestrech. Rothofon měl oproti sarrusofonu výhodu v menší hmotnosti a také se na něj snadněji tvořil tón, a tak se v meziválečném období těšil oblibě v některých italských orchestrech.
V roce 1937 se následník Bottaliů Orsi stal poměrně úspěšným obchodníkem těmito nástroji, které prodával pod názvem saxorusofon. Toto označení vzniklo jako sloučenina slov saxofon a sarussofon. Třebaže náročnost i nákladnost sériové výroby byly nižší než v případě sarrusofonu, k většímu rozšíření rothofonu nikdy nedošlo. Nevyráběl se totiž za hranicemi Itálie a obtíže s jeho vývozem znemožnil tomuto nástroji najít si cestu k novým hudebníkům. V hudební literatuře je zcela opomíjen a mimo Itálii je znám pouze v několika exemplářích, které jsou součástí sbírek.
Na přelomu 20. a 30. let dovezl známý americký výrobce saxofonů Buescher řadu rothofonů do USA, aby jejich prodejí odvedl pozornost od představení kontrabasového sarrusofonu dalším americkým výrobcem C. G. Connem. V 30. letech působila na universitě v Illinois pod vedením Austina Hardinga sarussofonová sekce, do níž byl začleněn také jeden tenorový rothofon.

## Využití v hudbě
Vzhledem ke svým zvukovým charakteristikám nástroj najde uplatnění ve vážné hudbě i v jazzu.

## Název v některých cizích jazycích
- německy – Rothophon
- anglicky – Rothphone
- rusky – Ротофон